# Михалёвка (Брагинский район)
Михалёвка (бел. Міхалёўка) — упразднённая деревня в Комаринского сельсовета Брагинского района Гомельской области Беларуси.

## География

### Расположение
В 43 км на юг от Брагина, 71 км от железнодорожной станции Хойники (на ветке Василевичи — Хойники от линии Калинковичи — Гомель), 162 км от Гомеля.
Расположена на территории Полесского радиационно-экологического заповедника.
Рядом есть месторождения глины.

### Гидрография
На реке Несвич (приток реки Брагинка).

## Транспортная сеть
Транспортные связи по просёлочной, затем автомобильной дороге Комарин — Брагин.
Планировка состоит из прямолинейной улицы меридиональной ориентации, к которой на юге и севере присоединяются 2 короткие прямолинейные широтные улицы. Застроена двусторонне деревянными домами усадебного типа.

## История
Известна с XIX века как деревня в Савицкой волости Речицкого повета Минской губернии.
С 8 декабря 1926 года по 30 декабря 1927 года центр Михалёвского сельсовета Комаринского района Речицкого, с 9 июня 1927 года Гомельского округов.
В 1929 году организован колхоз. Во время Великой Отечественной войны фашисты в 1943 году сожгли 52 двора, убили 4 жителей. В 1959 году входила в состав колхоза имени В.И. Ленина (центр — деревня Крюки).
20 августа 2008 года деревня упразднена.

## Население
После катастрофы на Чернобыльской АЭС и радиационного загрязнения жители (87 семей) переселены в 1986 году в чистые места.

### Численность
- 2010 год — жителей нет

### Динамика
- 1897 год — 41 двор, 228 жителей (согласно переписи)
- 1908 год — 55 дворов, 332 жителя
- 1940 год — 82 двора
- 1959 год — 384 жителя (согласно переписи)
- 1986 год — жители (87 семей) переселены